# Судија (филм)
Судија (енгл. The Judge) америчка је филмска драма из 2014. године у режији Дејвида Добкина. Главне улоге тумаче Роберт Дауни Млађи и Роберт Дувал.
Премијерно је приказан 4. септембра 2014. године на Филмском фестивалу у Торонту, док је 10. октобра пуштен у биоскопе у САД, односно 29. јануара 2015. године у Србији. Добио је помешане рецензије критичара и зарадио преко 84 милиона долара.

## Радња
Познати адвокат из великог града, Хенк Палмер (Роберт Дауни Млађи), долази у родни градић на сахрану своје мајке. Тамо сазнаје да је његов отац, угледни локални судија (Роберт Дувал), оптужен да је својим аутомобилом убио човека. Хенк креће у потрагу за истином и успут поново ствара однос са отуђеним братом и оцем.

## Улоге
| Глумац             | Улога         |
| ------------------ | ------------- |
| Роберт Дауни Млађи | Хенк Палмер   |
| Роберт Дувал       | Џозеф Палмер  |
| Вира Фармига       | Сем Пауел     |
| Винсент Д’Онофрио  | Глен Палмер   |
| Џереми Стронг      | Дејл Палмер   |
| Били Боб Торнтон   | Двајт Дикам   |
| Сара Ланкастер     | Лиса Пламер   |
| Дејвид Крамхолц    | Мајк Катан    |
| Ема Трамблеј       | Лорен Палмер  |
| Кен Хауард         | Санфорд Ворен |
| Лејтон Мистер      | Карла Пауел   |
| Декс Шепард        | К. П. Кенеди  |
| Денис О’Хер        | Док Морис     |
| Френк Ридли        | Марк Блеквел  |